# 6353 Semper
6353 Semper è un asteroide della fascia principale del diametro medio di circa 17,9 km. Scoperto nel 1977, presenta un'orbita caratterizzata da un semiasse maggiore pari a 3,0967306 UA e da un'eccentricità di 0,1614122, inclinata di 2,53642° rispetto all'eclittica.